# کویانوسا (تگزاس)
کویانوسا (به انگلیسی: Coyanosa) یک منطقهٔ مسکونی در ایالات متحده آمریکا است که در شهرستان پیکس، تگزاس واقع شده‌است. کویانوسا ۰٫۵ کیلومتر مربع مساحت و ۱۶۳ نفر جمعیت دارد و ۷۹۵ متر بالاتر از سطح دریا واقع شده‌است.